# Euproctis mirma
Euproctis mirma är en fjärilsart som beskrevs av Druce 1899. Euproctis mirma ingår i släktet Euproctis och familjen tofsspinnare. Inga underarter finns listade i Catalogue of Life.